# Scheinparrotie

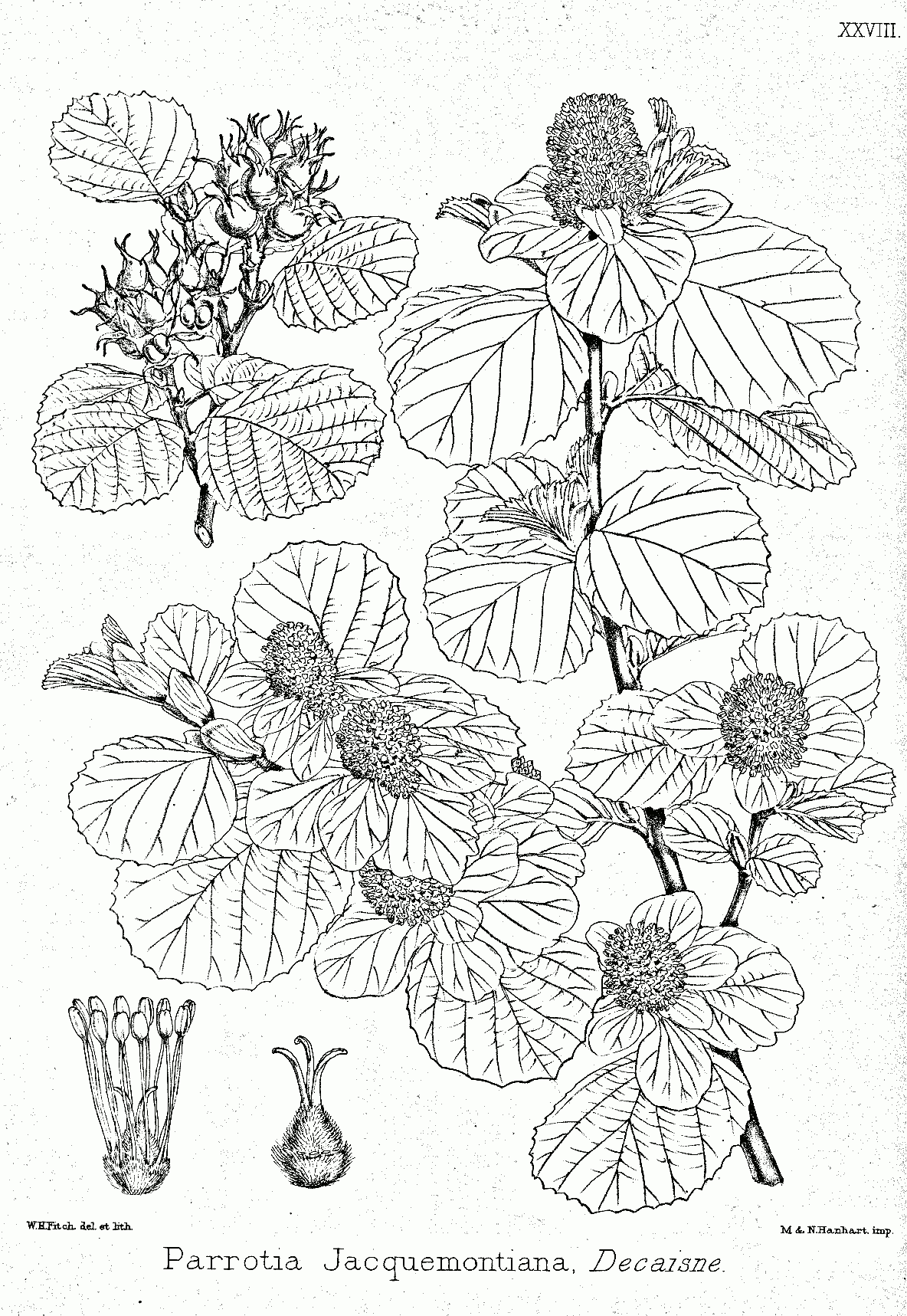
Illustration

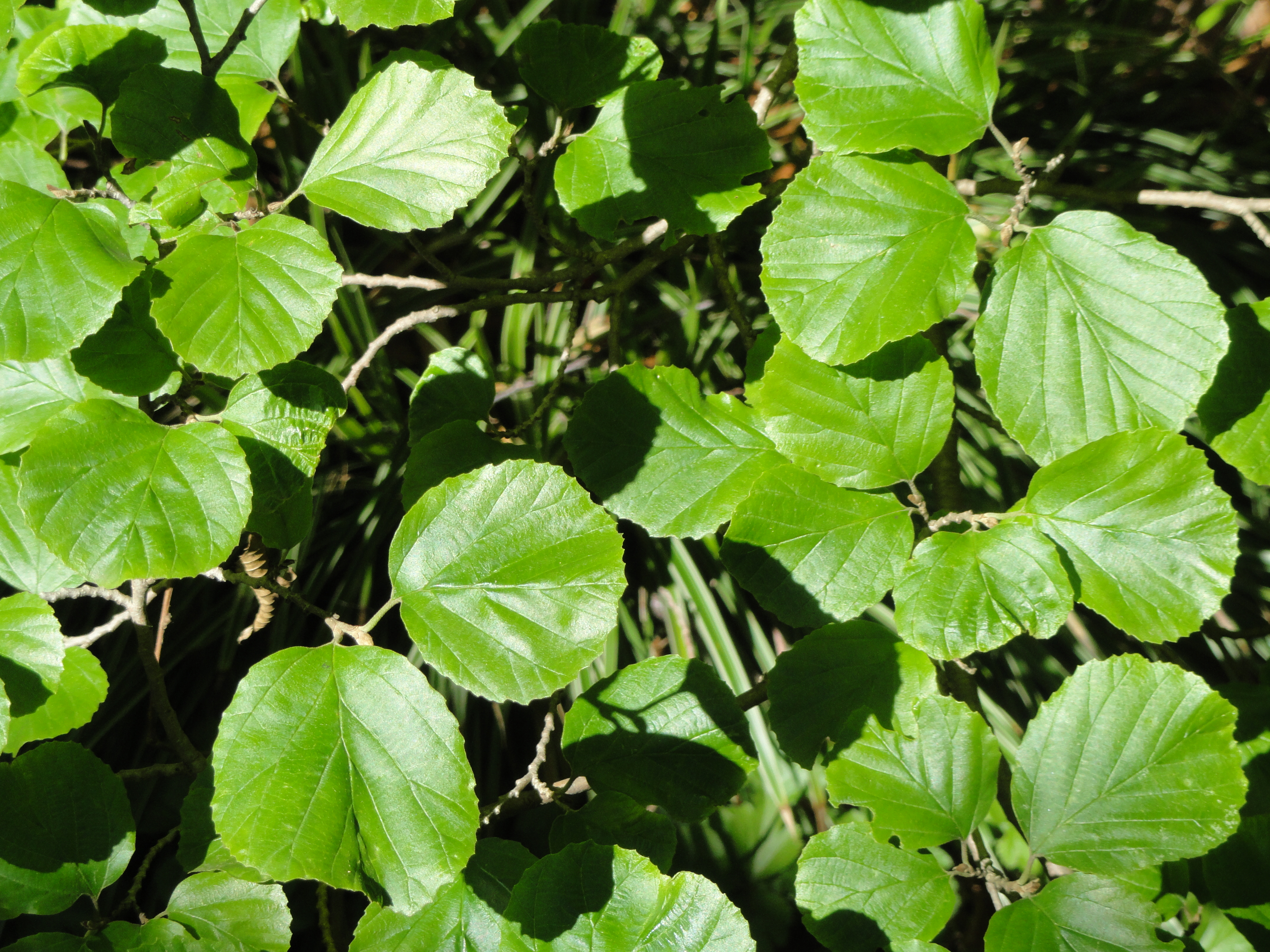
Blätter der Scheinparrotie

Die Scheinparrotie (Parrotiopsis jacquemontiana) ist ein Strauch oder kleiner Baum aus der Familie der Zaubernussgewächse (Hamamelidaceae). Die Zweige sind sternhaarig, die Blätter anfangs sternhaarig und später verkahlend. Die duftenden Blüten wachsen in Köpfchen, die von weißen Hochblättern umgeben sind. Das Verbreitungsgebiet liegt im West-Himalya. Das Holz wird zur Herstellung von Griffen, Spazierstöcken und Bettgestellen verwendet, aus den Zweigen werden Körbe geflochten.

## Beschreibung
Die Scheinparrotie ist ein sommergrüner, straff aufrechter bis zu 7 Meter hoher Strauch oder Baum mit sternhaarigen Trieben und grauen bis graugrünen Zweigen. Die Winterknospen haben zwei Knospenschuppen. Die Endknospen werden bis zu 1 Zentimeter lang, die Seitenknospen bleiben kleiner und sind kurz gestielt. Beide haben zwei Knospenschuppen. Die Laubblätter sind wechselständig angeordnet. Die Nebenblätter sind eiförmig, 3 bis 5 Millimeter lang und fallen früh ab. Der Blattstiel ist 6 bis 12 Millimeter lang und bleibend sternhaarig. Die Blattspreite ist verkehrt-eiförmig bis rundlich, 5 bis 8 Zentimeter lang und deutlich gesägt. Die Blattoberseite ist anfangs spärlich sternhaarig, die Unterseite ist dichter und entlang der Blattadern bleibend behaart. Die Herbstfärbung ist matt gelb bis goldgelb.
Die zwittrigen und duftenden Blüten wachsen in kleinen endständigen und kurz gestielten Köpfchen, die von mehreren weißen, 1,5 bis 2 Zentimeter langen, abstehenden und unterseits braun sternhaarigen Hochblättern umgeben sind. Der Blütenkelch ist dicht behaart und glockenförmig, die Kelchlappen sind klein. Kronblätter fehlen. Je Blüte werden 15 gelbe, aufrechte Staubblätter mit 3 bis 4 Millimeter langen Staubfäden gebildet. Der Fruchtknoten ist dicht wollig behaart. Die Früchte sind etwa 1 Zentimeter lange, zweisamige, gehörnte Kapseln, die sich durch vier Klappen öffnen. Die Samen sind 5 bis 6 Millimeter lang, elliptisch, braun und glänzend. 
Die Scheinparrotie blüht von März bis Mai.
Die Chromosomenzahl beträgt 2n = 24.

## Verbreitung und Standortansprüche
Das natürliche Verbreitungsgebiet liegt im West-Himalaya im Osten Afghanistans, in Indien in den Unionsterritorien Jammu und Kashmir und Ladakh sowie im Bundesstaat Himachal Pradesh und im Norden Pakistans. Die Scheinparrotie wächst in Steppen und Trockenwäldern auf frischen, schwach sauren bis schwach alkalischen, sandig-lehmigen bis lehmigen, mäßig nährstoffreichen Böden an licht- bis halbschattigen, kühlen bis kalten Standorten. Die Art ist frosthart. Das Verbreitungsgebiet wird der Winterhärtezone 6b zugeordnet mit mittleren jährlichen Minimaltemperaturen von −20,5 bis −17,8 °C (−5 bis 0 °F).

## Systematik
Die Scheinparrotie (Parrotiopsis jacquemontiana) ist die einzige Art der daher monotypischen Gattung Parrotiopsis in der Familie der Zaubernussgewächse (Hamamelidaceae). Dort wird die Gattung der Tribus Fothergilleae in der Unterfamilie Hamamelidoideae zugeordnet. Die Art wurde 1844 von Joseph Decaisne als Parrotia jacquemontiana (Basionym) erstmals wissenschaftlich beschrieben. Alfred Rehder stellte sie 1929 in die Gattung Parrotiopsis. Ein weiteres Synonym der Art ist Parrotiopsis involucrata C. K. Schneid. Der Gattungsname Parrotiopsis leitet sich vom Gattungsnamen des Eisenholzbaums Parrotia und dem griechischen opsis für „Aussehen“ ab. Das Artepitheton jacquemontiana ehrt den französischen Forschungsreisenden Victor Jacquemont (1801–1832).

## Verwendung
Das Holz ist fest und wird zur Herstellung von Griffen, Spazierstöcken und Bettgestellen verwendet. Aus den Zweigen werden Körbe geflochten. Die Art wird manchmal aufgrund der dekorativen und duftenden Blüten und der auffallenden Herbstfärbung als Zierstrauch verwendet.